# 863
863 (DCCCLXIII) fue un año común comenzado en viernes del calendario juliano, en vigor en aquella fecha.

## Acontecimientos
- 13 de febrero: la ciudad de Dvin en Armenia es gravemente dañada por un terremoto de magnitud desconocida. Se desploman las paredes de las casas (de adobe) y los edificios públicos. Durante tres meses las continuas réplicas hacen que los sobrevivientes vivan fuera de la localidad. Treinta años después, en el año 893, un terremoto aún más devastador destruirá la ciudad.
- En Rusia los vikingos —en su incursión por el río Volga— se apoderan de la ciudad de Kiev.

## Fallecimientos
- Carlos de Provenza, rey italiano.